# Jürgen Schmidhuber
Jürgen Schmidhuber (Monaco di Baviera, 17 gennaio 1963) è un informatico, ricercatore nel campo dell'intelligenza artificiale e filosofo in filosofia digitale tedesco.
È direttore scientifico dell'Istituto di Intelligenza Artificiale (Idsia) di Lugano e del Laboratorio di Robotica Cognitiva dell'Università di Monaco di Baviera. È inoltre professore alla King Abdullah University of Science and Technology dove ricopre il ruolo di direttore della sezione di Intelligenza Artificiale.

## Contributi

### Teoria della bellezza
Secondo questa teoria, elaborata da Schmidhuber nel 1997, ogni soggetto di fronte a una serie di paesaggi, volti, opere d'arte, indica come il "più bello" quello più semplice da decodificare e memorizzare. Questo principio, per il quale la dimostrazione più bella è la più semplice, trova i suoi antecedenti nel Canone di Policleto e si richiama alla "Teoria algoritmica dell'informazione" di Gregory Chaitin.

### La "legge di Schmidhuber"
Schmidhuber è anche l'autore di una legge che si richiama alla cosiddetta "Legge di Moore". Mentre per Moore il ritmo del progresso tecnologico cresce in maniera esponenziale, secondo Schmidhuber, invece, la distanza temporale tra una scoperta tecnologica rivoluzionaria e un'altra decresce esponenzialmente. Nel suo grafico l'era dello sviluppo ha inizio con Wilhelm Schickard (1623) e prosegue con i lavori di Charles Babbage tra il 1834 e il 1840 (due secoli dopo) e nel 1935 con quelli di Konrad Zuse (un secolo dopo). Nel 1990 ci fu poi la nascita del World Wide Web con Tim Berners-Lee (cinquanta anni dopo). La traiettoria prevista da Schmidhuber dovrebbe portare al Punto Omega intorno al 2030-2040. In una recente intervista a “Lab” di Repubblica (luglio 2018), Schmidhuber ha aggiornato la sua “legge”: “Il tempo tra una rivoluzione tecnologica e la successiva si riduce sempre a un quarto: 50.000 anni fa l’Homo sapiens esce dall’Africa e si distribuisce nel mondo, 13.000 anni fa inventiamo l’agricoltura ed emergono le prime civiltà, 3.300 anni fa l’era del ferro e la prima esplosione di popolazione, 800 anni fa la polvere da sparo in Cina. Poi 200 anni fa la Rivoluzione industriale. Continuando così il punto in cui tutto sembra convergere è il 2050, che io chiamo “Omega”: è il momento in cui credo avremo una vera Superintelligenza artificiale, che cambierà tutto”.

### "Ipotesi di Schmidhuber"
Il contributo più importante per la filosofia digitale dell'informatico tedesco è però la cosiddetta "ipotesi di Schmidhuber", esposta nel saggio del 1997 A Computer Scientist's View of Life, the Universe, and Everything. Il punto di partenza della trattazione è il seguente:
"Molto tempo fa, il Grande Programmatore scrisse un programma che lanciò tutti gli Universi possibili nel suo Grande Computer. Qui "possibili" significa "computabili"
Anche il nostro Universo è lanciato dal Grande Programmatore e il suo stato può essere descritto mediante un numero basso di bit. Ciò riflette la teoria della bellezza basata sul concetto di semplicità. Nonostante questa regolarità, per cui "le fette di pane imburrato, cadendo, sono rivolte sempre verso il pavimento anziché verso il soffitto",  Schmidhuber dice che esistono anche deviazioni. Queste deviazioni spingono molti a ritenere che il mondo sia parzialmente casuale e quindi incomputabile. Tuttavia, secondo Schmidhuber, la nostra incapacità di decodificare lo stato del nostro Universo non influenza le possibilità del Grande Programmatore, che può invece esaminarlo in qualsiasi momento.

### Ricerca vocale di Google
Le reti neurali ricorrenti LSTM (“Long Short-Term Memory”) sviluppate da Schmidhuber sono alla base dell'evoluzione del sistema di riconoscimento vocale Google. Questo modello consente alla macchina di imparare suoni e parole attraverso l'addestramento continuo. Queste reti neuronali sono simili alle strutture del cervello umano. Grazie all'aggiunta di connessioni, il suono si mantiene nel tempo e ciò facilita il processo di interpretazione.